# Refrain
"Refrain" je pjesma Lys Assie iz 1956. godine s kojom je nastupila na Eurosongu 1956. u Luganu. Tekst pjesme napisao je Émile Gardaz, a glazbu Géo Voumard. Ovo je bila prva švicarska pobjeda na Eurosongu (ujedno i prva pobjednička pjesma u povijesti Eurosonga), ali ne i prvi nastup te zemlje. Ta činjenica leži u pravilu, koje se primijenilo samo te godine i nikada više, da svaka zemlja mora imati po dvije pjesme koje ju predstavljaju, a ne jednu. Lys Assia izvela je obje švicarske pjesme (jedna od dvoje izvođača koja je izvela obe pjesme svoje zemlje), od kojih je prva bila "Das alte Karussell" na njemačkom, a pjesmu "Refrain" izvela je na francuskom.
Pjesma je tipičan primjer šansone, a govori o izgubljenim ljubavima iz mladosti. Pjesma je izvedena deveta po redu, nakon nizozemske pjesme "Voorgoed voorbij" koju je izvodila Corry Brokken, te prije belgijske predstavnice Mony Marc s pjesmom "Le plus beau jour de ma vie". Pjesma "Refrain" je na koncu završila na prvom mjestu, no bodovi i plasman ostalih pjesama nikada nisu objavljeni.
Na Eurosongu 1957., Lys Assia je ponovo predstavljala Švicarsku, ovaj put s pjesmom "L'enfant que j'étais", no te je godine pobjedu odnijela nizozemska predstavnica Corry Brokken s pjesmom "Net als toen".